# ウラジーミル・オーブルチェフ
ウラジーミル・アファナシエヴィチ・オーブルチェフ（ロシア語: Влади́мир Афана́сьевич О́бручев, ラテン文字転写: Vladimir Afanasyevich Obruchev 、1863年10月10日[O.S. 9月28日] – 1956年6月19日）はロシア、ソビエト連邦のシベリア、中央アジアの研究で知られる地質学者である。また地質学の専門知識を生かした秘境SFの古典の作者としても知られる。

## 経歴
1863年、トヴェリ州ルジェフ生まれ。ペテルブルク鉱業研究所で学んだ。金鉱山の研究を行い、シベリアの金鉱床の生成の理論を研究した。中央アジアやシベリア鉄道の建設に関わり、スウェーデンの探検家、スヴェン・ヘディンのシベリア探検の援助を行った。カラクム砂漠、アムダリヤ川岸やウズボイ川の涸れ痕の調査を行った。バイカル湖やレナ川、ヴィティム川流域の金鉱の地質学調査も行った。
1892年から1894年にはグリゴリー・ポターニンの探検隊に加わりモンゴルなどを調査した。1918～1919年、タヴリダ大学教授。1919～1921年、トムスク工科大学教授。1921～1929年、モスクワ鉱業アカデミー教授。1929年にソビエト科学アカデミーの会員に選ばれた。シベリア、中央アジアの半世紀にわたる研究をまとめた『シベリア地誌』、3巻（1935年–1938年）と『シベリア地質調査の歴史』5巻を著した。これらの著書で、中央アジアとシベリアの起源、シベリアの凍土の形成、シベリアのテクトニクス、金鉱山などについて論じた。地質学、鉱山学に関する多くの一般向けの著書も著した。これらの業績でレーニン賞など多くの賞を受賞した。

## SF作家として
ロシアではSF作品、『プルトーニア』（1915年）と『サンニコフ島』（1924年）の著者として有名である。アーサー・コナン・ドイルの『失われた世界』の展開に、地質学や古生物学の豊富な知識を加えた物語である。サンニコフ島は1811年にヤコフ・サンニコフによって発見が報告された北極海の幻の島の名前からタイトルがつけられている。ソビエト時代にも少年向け冒険小説Golddiggers in the Desert (1928年)や In the Wilds of Central Asia (1951年)を著している。

## 職歴
- 永久凍土研究委員会議長 (1930年から);
- ソビエト科学アカデミー永久凍土研究所長 (1939～);
- ソビエト科学アカデミー地質学、地理学部門事務局長 (1942–1946);
- ソビエト地理学会、名誉会長 (1947年から).

## 受賞・栄典
- 1945年：社会主義労働英雄
- プルジェヴァリスキー賞
- ロシア地理学会ゴールドメダル
- 1898年、1925年：チハチョーフ賞（フランス科学アカデミー）
- 1947年：カルピンスキー金賞
- 1926年：レーニン賞 (1926)
- 1945年、1950年：スターリン賞